# Hugh Johnson
Pour le soldat américain et officiel de la National Recovery Administration, voir Hugh S. Johnson. Pour les personnes ayant le même patronyme, voir Johnson.
Hugh Johnson, né en 1939, est un écrivain britannique et un expert en vins. Ses livres sur le vin sont des best-sellers (plus de 15 millions d'exemplaires vendus à travers le monde[réf. nécessaire]).

## Publications
- (en) Wine (1966)
- (en) The World Atlas of Wine (1971, several editions; since 2004 co-authored with Jancis Robinson
- (en) The International Book of Trees (1973)
- (en) Hugh Johnson's Pocket Wine Book (édition annuelle depuis 1977, )
- (en) Hugh Johnson's Wine Companion (1983, plusieurs éditions)
- (en) The Story of Wine (1989)
- (en) The Art and Science of Wine: The Subtle Artistry and Sophisticated Science of the Winemaker, (1992, coauteur  James Halliday)
- (en) A Life Uncorked (2006, autobiographie, anecdotes et opinions)
- Une histoire mondiale du vin, Éd. Hachette Pratique, 2002
- L'Atlas mondial du vin, Flammarion, éditions annuelles depuis 1977